# Rhytismataceae
Rhytismataceae is een familie van de Leotiomycetes, behorend tot de orde van Rhytismatales. Het typegeslacht is Rhytisma.

## Taxonomie
De familie Rhytismataceae bestaat uit de volgende geslachten:
- Bifusella
- Bifusepta
- Bivallium
- Canavirgella
- Ceratophacidium
- Cerion
- Coccomyces
- Colpoma
- Criella
- Davisomycella
- Discocainia
- Duplicaria
- Duplicariella
- Elytroderma
- Hypoderma
- Hypodermella
- Hypohelion
- Isthmiella
- Lirula
- Lophodermella
- Lophodermium
- Lophomerum
- Marthamyces
- Meloderma
- Moutoniella
- Myriophacidium
- Nematococcomyces
- Neococcomyces
- Nothorhytisma
- Nymanomyces
- Parvacoccum
- Ploioderma
- Propolis
- Pureke
- Rhytisma
- Soleella
- Sporomega
- Terriera
- Therrya
- Virgella
- Vladracula
- Xyloschizon
- Zeus